# Giochi olimpici invernali silenziosi del 1949
I Giochi olimpici invernali silenziosi del 1949 fu la prima edizione del Deaflympics, che si organizzò per la prima volta in Austria, a Seefeld in Tirol.

## Partecipanti
- Austria
- Svizzera
- Cecoslovacchia
- Svezia
- Finlandia

## Discipline
- Sci slalom
- Sci alpino
- Sci da discesa
- Sci di fondo

## Medagliere
| Posizione | Nazione        | Oro | Argento | Bronzo | Totale |
| --------- | -------------- | --- | ------- | ------ | ------ |
| 1         | Svizzera       | 3   | 0       | 1      | 4      |
| 2         | Austria        | 0   | 3       | 3      | 6      |
| 3         | Finlandia      | 1   | 2       | 0      | 3      |
| 4         | Svezia         | 1   | 0       | 1      | 2      |
| 5         | Cecoslovacchia | 0   | 0       | 0      | 0      |
|           | Totale         | 5   | 5       | 5      | 15     |